# الغواصة السوفيتية K-64
الغواصة السوفيتية K-64 هي غواصة بحرية سوفيتي صنع أُنشئت في 2 يونيو 1968  وتم العمل بها في 22 أبريل 1969.

## مشاكل الغواصة
في عام 1972  عانت الغواصة من مشكلة المفاعلات الرئيسية حيث عانت من تسرب للمعدن السائل المبرد حيث يتم تسخين المعدن المسخن عند ملامسته للبرودة خارج الهواء  مما يؤدي إلى تجمد المكونات الداخلية للمفاعل وإتلافها.

## سحبها من الخدمة
تمت إزالة الغواصة من الخدمة وسحبها إلى سيفيرودفينسك. في حوض بناء السفن اعتبرت الأضرار التي لحقت بالمفاعل كبيرة جدا للإصلاح وتم اتخاذ القرار بإنقاذها قدر الإمكان حيث تم تقسيم K-64 إلى نصفين وتم نقل قسم القوس (بما في ذلك أماكن التحكم) إلى لينينغراد واستخدم لتدريب الغواصة السوفياتية الجديدة.

## إعادتها للخدمة

الغواصة السوفيتية K-64 بنسختها المتطورة

أعيد تعيين K-64 مرة أخرى إلى غواصة من فئة Delta IV ومارسة نشاطها في 2 فبراير 1986 حيث دخلت السفينة الرابعة من فئتها في الخدمة في الأسطول الشمالي الروسي.